# Al Santos
 (avril 2016).
Si vous disposez d'ouvrages ou d'articles de référence ou si vous connaissez des sites web de qualité traitant du thème abordé ici, merci de compléter l'article en donnant les références utiles à sa vérifiabilité et en les liant à la section « Notes et références ».
Alfredo Luis "Al" Santos, né le 13 juillet 1976 à New York, est un acteur et mannequin américain.
Il a suivi les cours de l’Université Hunter à Manhattan afin de poursuivre une carrière de médecine. Il a également étudié l’art dramatique avec des professeurs tels que Penny Tempalton et Janet Alhanti. Son premier rôle au cinéma est celui de Dante Belasco dans le film Jeepers Creepers 2. Il a également tenu des rôles principaux dans les séries télévisées Grosse Pointe en 2000 et The Help (en) en 2004. Il a aussi fait des apparitions en tant qu'invité vedette dans la série Les Experts : Manhattan. Avant de poursuivre une carrière d’acteur, il était mannequin dans l’agence Ford Modeling Agency. Il a fait de nombreuses publicités pour vêtements de grands créateurs tels que Versace, Armani, Valentino et Abercrombie & Fitch.

## Biographie
Al Santos est né à New York. Avant de devenir acteur, Al Santos a réalisé une fructueuse carrière de mannequin. Membre de l'agence Ford Models, il a notamment été élu Cosmopolitan Man of the Year en 2001. Il a fait plus de 50 publicités et fait les couvertures d’un très grand nombre de magazines tels que Seventeen, YM, Teen Vogue, American Fitness, etc.
Après cinq ans d’études de médecine à l’Université Hunter à New York, il fut retenu pour le rôle de Johnny Bishop dans la série de Darren Star (créateur de Sex and the City, Melrose Place), Grosse Pointe. Grosse Pointe raconte les coulisses du tournage d'un soap pour adolescents. Cette série composée d'une saison de 17 épisodes, est en fait une satire du petit monde hollywoodien, se penchant notamment sur les actrices ayant recours à la chirurgie esthétique à outrance, les réalisateurs sans imagination et les guests stars prétentieuses.
Il obtient ensuite un rôle au cinéma dans Jeepers Creepers 2. Le film rapporte plus de 220 millions de dollars. En 2004, il joue dans la sitcom The Help (en) qui n’a duré que 9 épisodes avant de décrocher, en 2007, le rôle principal du film Lost Signal.
Aujourd'hui, Al Santos a troqué son costume d'acteur pour celui de producteur et de scénariste. Il a fondé son entreprise, StrongHold Production Inc.

## Filmographie

### Cinéma
- 2010 : Love Is a Hurtin' Thing: The Lou Rawls Story : Marlon Brando
- 2009 : Immortal Cycle : Chance
- 2009 : Killer Movie : Luke
- 2009 : 2 Dudes and a Dream : Chuck Stevenson
- 2008 : Lost Signal : Kevin Healy
- 2007 : American Gangster : Al, le mécanicien
- 2006 : Mustang Sally (en) : Ryan
- 2004 : Jeepers Creepers 2 : Dante Belasco

### Télévision
- 2008 - Les Experts : Manhattan : Ollie Barnes | Saison 4, épisodes 11 et 13
- 2005 - That's Life : Peter | Saison 2, épisode 9
- 2004-2005 - The Help (en) : Ollie | Saison 1
- 2001 - Nash Bridges : Matthew | Saison 6, épisodes 11 et 12
- 2001-2002 - Grosse Pointe : Johnny Bishop / Brad Johnson | Saison 1

## Activités de production
- 2010 : K'Night of the Dragon | Producteur et scénariste (StrongHold Productions)
- 2009 : The Interrogation | Producteur (StrongHold Productions)
- 2009 : HollyWeed | Producteur (StrongHold Productions)